# Nicolás Gauna
Nicolás Arturo Gauna (Buenos Aires, Argentina, 3 de abril de 1992) es un futbolista argentino que juega de Delantero y su actual club es San Marcos de Arica de la Primera División B de Chile.

## Biografía
Formado en las inferiores de Boca Juniors, debutó profesionalmente el año 2011 vistiendo la camiseta de Sportivo Italiano, en ese momento de la Primera B Metropolitana. En el club tano se mantuvo hasta mediados de 2013, cuando fue fichado por C.A. Ituzaingó, donde estuvo una temporada jugando en la Primera C argentina. A mediados de 2014, tuvo un poco fortuito paso por Acassuso. Luego de un año en Juventud Unida de Gualeguaychú, pasó a Colegiales de Munro, equipo de la tercera división argentina. Sus números en el tricolor fueron de 32 partidos jugados y 3 goles anotados.
Después de esto, dio un salto a la Primera División de Chile, cuando Curicó Unido lo fichó pensando en el Torneo de Transición 2017. En el elenco albirrojo disputó una buena cantidad de minutos y fue ratificado en el club para la siguiente temporada. En 2018 concluyó una buena temporada en general, pero al no estar en los planes del club para el próximo campeonato, fichó en Deportes Puerto Montt de la Primera B chilena. En el albiverde se ha convertido en el más destacado del equipo en la temporada, anotando una muy buena cantidad de goles y realizando actuaciones destacadas, sobre todo en los triunfos de Puerto Montt sobre Deportes Valdivia por 5-0 de visitante, en donde Gauna anotó un gol, y por 3-0 ante Rangers en el Estadio Fiscal de Talca con dos goles del argentino. En el Campeonato Nacional de Primera B 2019, fue el segundo goleador del equipo con 10 tantos convertidos, y una de las figuras del plantel. En 2020, además fue designado como el capitán del elenco albiverde.
Para la temporada 2022 fue fichado por Coquimbo Unido de la Primera División. En diciembre de 2022, fue anunciado como nuevo jugador de Cobreloa de la Primera B.

## Clubes
| Club                  | País      | Año       |
| --------------------- | --------- | --------- |
| Sportivo Italiano     | Argentina | 2011-2013 |
| Ituzaingó             | Argentina | 2013-2014 |
| Acassuso              | Argentina | 2014-2015 |
| Juventud Unida        | Argentina | 2015-2016 |
| Colegiales            | Argentina | 2016-2017 |
| Curicó Unido          | Chile     | 2017-2018 |
| Deportes Puerto Montt | Chile     | 2019-2021 |
| Coquimbo Unido        | Chile     | 2022      |
| Cobreloa              | Chile     | 2023      |
| San Marcos de Arica   | Chile     | 2024-Act. |

## Palmarés

### Campeonatos nacionales
| Título    | Equipo   | País  | Año  |
| --------- | -------- | ----- | ---- |
| Primera B | Cobreloa | Chile | 2023 |